# Župnija Kojsko
Župnija Kojsko je rimskokatoliška teritorialna župnija dekanije Nova Gorica v škofiji Koper.

## Sakralni objekti
| #                   | Slika                     | Cerkev                                           | Naselje              |
| ------------------- | ------------------------- | ------------------------------------------------ | -------------------- |
| 1.                  | Klikni za spremembo slike | cerkev Marijinega vnebovzetja (župnijska cerkev) | Kojsko               |
| 2.                  | Klikni za spremembo slike | cerkev sv. Križa                                 | Kojsko               |
| 3.                  | Klikni za spremembo slike | cerkev Marije Pomočnice                          | Vrhovlje pri Kojskem |
| Od 1. januarja 2018 |                           |                                                  |                      |
| 3.                  | Klikni za spremembo slike | cerkev sv. Lovrenca                              | Podsabotin           |
| 4.                  | Klikni za spremembo slike | cerkev sv. Nikolaja                              | Gornje Cerovo        |
| 5.                  | Klikni za spremembo slike | cerkev sv. Nikolaja                              | Podsabotin           |